# Drosophila bishtii
Drosophila bishtii este o specie de muște din genul Drosophila, familia Drosophilidae, descrisă de Singh și Negi în anul 1995. Conform Catalogue of Life specia Drosophila bishtii nu are subspecii cunoscute.